# 中国环球电视网非洲分台
中央广播电视总台非洲总站，与中国国际电视台非洲分台一个机构两块牌子，通称中国环球电视网非洲分台（英語：CGTN Africa）是中央广播电视总台驻外派出机构，亦是中国国际电视台（中国环球电视网）组建的一个海外分台。
非洲分台为中国中央电视台启用而开播的第一个海外分台，于东非时间2012年1月11日晚上8点（北京时间2012年1月12日深夜1点）开播。肯尼亚副总统卡隆佐·穆西约卡、肯尼亚新闻与通讯部部长塞缪尔·波吉西奥、肯尼亚新闻与通讯部常务秘书恩戴莫、中国驻肯尼亚大使刘光源、中国中央电视台副台长孙玉胜出席开台仪式。
2016年12月31日，随中国国际电视台（中国环球电视网）开播，名称由中国中央电视台非洲分台改为中国国际电视台非洲分台。

## 演播室
非洲分台办公地点设于肯尼亚内罗毕，以内罗毕为地区总部，总办公面积2450平方米，拥有最先进的新闻采集、制作和播出系统，配备两个高清演播室以及最新的高清设备。

## 节目
以下所有节目通过CGTN英文频道播出：
| 节目名称       | 节目类型 / 简介 / 备                  |
| -------------- | ------------------------------------- |
| 非洲直播室     | 北京时间每日 1:00、18:00 播出         |
| 全球财经非洲版 | 北京时间周二至周六 2:00 播出          |
| 对话非洲       | 北京时间每周日 01:30、14:30 播出      |
| 非洲人物       | 北京时间每周日 17:30，周一 01:30 播出 |
| 环球体育非洲版 | 北京时间每周日 02:00 播出             |

## 主播和主持人
以下所有主播和主持人均以英语为准：

### 现任主持人
- Peninah Karibe—Africa Live
- Beatrice Marshall—Africa Live, Talk Africa
- Mahia Matua—Sports Scene, Africa Live
- Ramah Nyang—Global Business
- Richard Nta—Africa Live, Sports Scene
- Uche Okonowkwo—Global Business
- Hannah Viviers—Africa Live

### 已離職主持人
- Lindy Mtongana—Africa Live
- Fahmida Miller—Africa Live
- Karen Roberts—Africa Live